# ألفريدو أغيلار
ألفريدو أغيلار  (بالإسبانية: Alfredo Aguilar )‏ مواليد 18 يوليو 1988 م هو حارس مرمى كرة قدم من باراغواي، مثل المنتخب الوطني باراغواي. شارك منتخب بلاده في كوبا أمريكا 2015 المقامة في تشيلي.

## روابط خارجية
- ألفريدو أغيلار على موقع قاعدة بيانات كرة القدم.إي يو (الإنجليزية)
- ألفريدو أغيلار على موقع ناشيونال فوتبول تيمز (الإنجليزية)
- ألفريدو أغيلار على موقع Soccerway.com (الإنجليزية)
- ألفريدو أغيلار على موقع AS.com (الإسبانية)